# Великий Дубень
Великий Дубень — гірський потік в Україні у Самбірському районі Львівської області. Лівий доплив річки Дністра (басейн Дністра).

## Опис
Довжина потоку 6,5 км, найкоротша відстань між витоком і гирлом — 4,14  км, коефіцієнт звивистості річки — 1,57 . Формується багатьма гірськими потоками.

## Розташування
Бере початок на північно-західній стороні від села Стрілки між горами Дубень (640 м) та Головня (668 м). Спочатку тече переввжно на північний захід через мішаний ліс, далі тече переважно на північний схід через село Спас і впадає у річку Дністер.

## Цікаві факти
- Біля гирла потоку пролягає автошлях Н13[3] (автомобільний шлях національного значення на території України, Львів — Самбір — Ужгород. Проходить територією Львівської та Закарпатської областей.)
- На правому березі потоку у пригирловій частині рошташована геологічна пам'ятка природи місцевого значення Спаський Камінь[3].